# Tutto l'amore intorno
Tutto l'amore intorno è un singolo della cantante italiana Anna Oxa, pubblicato nell'agosto 2010 come primo estratto dal ventitreesimo album in studio Proxima.

## Descrizione
Il brano è stato scritto interamente da Ivano Fossati, che ha anche partecipato all'incisione della traccia realizzando così un duetto.

## Tracce
1. Tutto l'amore intorno